# 64 біти
64 біти (англ. 64-bit) в  інформатиці і обчислювальній техніці використовується для позначення структур і типів даних, розмір яких в пам'яті комп'ютерів становить 64 біти, що дорівнює 8 байтам. Архітектури комп'ютерів, які широко використовують регістри, адресні шини або шини даних розрядності 64 біти, називаються 64 бітовими архітектурами (або 64 розрядними архітектурами).
64-бітові архітектури використовувалися в суперкомп'ютерах із 1970-х років (Cray-1, 1975), а в робочих станціях і серверах з процесорами сімейства RISC із 1990-х років. З 2003 року широко використовуються в персональних комп'ютерах (x86-64 і PowerPC 64)
64-бітовий регістр здатний зберігати в собі одне з 264 = 18 446 744 073 709 551 616 значень. Процесор із 64-бітовою адресацією пам'яті може безпосередньо звертатися до 16 ексабайт (16 млн терабайт) пам'яті.

## Історія 64-бітових процесорів
1961IBM створює суперкомп'ютер IBM 7030 Stretch, що використовує 64-бітові дані і 32- та 64-бітові машинні коди.
1974Control Data Corporation представляє векторний суперкомп'ютер CDC STAR-100, який має 64-розрядні інструкції (попередні системи CDC використовували 60 біт для зберігання інструкцій).
1976Cray Research створює суперкомп'ютер Cray-1, який використовує 64-бітові машинні коди.
1983Elxsi випустила паралельний мінісуперкомп'ютер Elxsi 6400, що має 64-бітові регістри даних і 32-бітову систему адресації.
1989Intel випустила RISC процесор Intel i860. Хоча в рекламних матеріалах він називався «64-бітовим процесором», у нього була 32-розрядна архітектура, доповнена блоком 3D-графіки з 64-бітовими операціями над цілими числами. 
1991MIPS випустила перший 64-розрядний мікропроцесор R4000, з системою команд MIPS III  Процесор використовувався в графічних станціях SGI починаючи з IRIS Crimson. В Kendall Square Research створюють суперкомп'ютер KSR1 на базі 64-розрядних процесорів. Використовувалася операційна система OSF/1.
1992Digital Equipment Corporation (DEC) почав випуск 64-розрядних процесорів Alpha, які розвинулися з проєкту PRISM
1994Intel оголошує про плани щодо створення спільно з Hewlett-Packard 64-розрядної архітектури IA-64 для заміни IA-32 і PA-RISC із очікуваною датою випуску у 1998-1999 роках.
1995Sun починає випуск 64-розрядних процесорів SPARC під брендом UltraSPARC. Нова архітектура отримує назву SPARC v9.. IBM випускає процесори PowerPC AS A10 і A30, 64-розрядні процесори архітектури PowerPC AS.  IBM випускає нові версії серверів AS/400 з новими 64-бітовими процесорами PowerPC AS.
1996Nintendo представила ігрову консоль Nintendo 64, побудовану на базі дешевої версії процесора MIPS R4000. HP випускає процесор PA-8000 із 64-розрядною версією архітектури PA-RISC 
1997IBM випустила лінійку RS64 64-розрядних процесорів PowerPC/PowerPC AS.
1998IBM випустила процесор POWER3, який є повністю 64-розрядним процесором архітектури PowerPC/POWER
1999Intel публікує опис набору інструкцій архітектури IA-64. AMD розкриває опис 64-розрядного розширення архітектури IA-32, названого x86-64 (пізніше перейменованого в AMD64).
2000IBM випустила перший 64-розрядний мейнфрейм з архітектурою z/Architecture: zSeries Z900. z/Architecture є 64-розрядним розвитком 32-розрядної архітектури ESA/390, спадкоємця архітектури System/360.
2001Intel починає постачання процесорів IA-64 після декількох затримок. Процесори випускаються під брендом Itanium і призначаються для високого класу серверів. Продажі не досягають прогнозованих обсягів.
2003AMD представила процесори Opteron і Athlon 64 з архітектурою AMD64. Apple випустила 64-розрядний комп'ютер «G5» з процесором PowerPC 970 (IBM). Intel заявила, що не збирається випускати інших 64-розрядних процесорів, крім процесорів Itanium.
2004Реагуючи на ринковий успіх AMD64, Intel заявляє про розробку сумісного розширення IA-32e (пізніше перейменованого в EM64T, а потім в Intel 64). Intel починає постачання оновлених Xeon і Pentium 4 з підтримкою нових 64-розрядних інструкцій.
VIA Technologies оголосила про розробку 64-розрядного процесора Isaiah
2006Альянс Sony, IBM і Toshiba почав виробництво 64-розрядного гібридного мікропроцесора Cell для PlayStation 3, серверів та інших застосувань.
2013Компанія Apple, випускає смартфон iPhone 5s, що працює на першому серійному 64-бітовому ARM - процесорі Apple A7.

## Історія 64-розрядних операційних систем
1985Cray випустила UNICOS, першу 64-розрядну версію ОС Unix
1993DEC випустила Юнікс-подібну 64-розрядну ОС DEC OSF/1 AXP для систем з процесорами DEC Alpha (пізніше ОС перейменована в Tru64 UNIX).
1994Підтримка 64-розрядного MIPS процесора R8000 додана компанією Silicon Graphics до ОС IRIX версії 6.0.
1995DEC випустила OpenVMS 7.0, першу 64-розрядну версію OpenVMS для Alpha. Підготовлено перший 64-розрядний дистрибутив Linux (для процесорів Alpha). 
1996Підтримка 64-розрядного MIPS процесора R4000 додана компанією Silicon Graphics до ОС IRIX версії 6.2.
1998Sun випускає Solaris 7 з підтримкою 64-розрядних процесорів UltraSPARC.
2000IBM випустила z/OS, 64-розрядну ОС на базі MVS, для нових мейнфреймів zSeries. Трохи пізніше випущений 64-розрядний Linux для zSeries.
2001Microsoft представила 64-бітову версію Windows XP для процесорів Itanium.
2003Apple випустила ОС Mac OS X «Пантера» з підтримкою 64-розрядних обчислень для процесорів PowerPC 970 Декілька дистрибутивів Linux починають підтримку AMD64. Microsoft анонсує плани зі створення версії ОС Windows для платформи AMD64. Підтримка AMD64 з'являється в ОС FreeBSD.
200531 січня Sun випустила ОС Solaris 10 із підтримкою AMD64 й EM64T. У квітні Microsoft випустила Windows XP Professional x64 Edition для AMD64 і EM64T.
2007Apple випускає Mac OS X  10.5 «Леопард» із підтримкою 64-розрядних програм на PowerPC 970 і EM64T.